# Gimnastyka na Letnich Igrzyskach Olimpijskich 1968 – wielobój drużynowy mężczyzn
Wielobój drużynowy mężczyzn – jedna z konkurencji rozgrywanych w ramach gimnastyki, podczas letnich igrzysk olimpijskich w 1968. Zawody przeprowadzone w ramach tejże konkurencji odbyły się w dniach 22-24 października. W skład tego wieloboju wchodziły konkurencje: ćwiczenia wolne, skok, poręcze, drążek, kółka oraz koń z łękami. Na podstawie wyników uzyskanych przez gimnastyków (z wyłączeniem etapów finałowych, uwzględniono noty pięciu najlepszych gimnastyków w zespole) we wszystkich konkurencjach powstała klasyfikacja końcowa – wygrała ją reprezentacja Japonii, druga pozycja przypadła reprezentacji ZSRR, trzecią zaś zajęli gimnastycy reprezentujący NRD.

## Wyniki
| Lp.  | Zawodnicy                                                                                                  | Państwo           | Wyniki w poszczególnych konkurencjach | Wyniki w poszczególnych konkurencjach | Wyniki w poszczególnych konkurencjach | Wyniki w poszczególnych konkurencjach | Wyniki w poszczególnych konkurencjach | Wyniki w poszczególnych konkurencjach | Wynik końcowy |
| Lp.  | Zawodnicy                                                                                                  | Państwo           | FE                                    | HV                                    | PB                                    | HB                                    | R                                     | PH                                    | Wynik końcowy |
| ---- | --- | ----------------- | ------------------------------------- | ------------------------------------- | ------------------------------------- | ------------------------------------- | ------------------------------------- | ------------------------------------- | ------------- |
| 01 ! | Sawao Katō Akinori Nakayama Eizō Kenmotsu Takeshi Katō Yukio Endō Mitsuo Tsukahara                         | Japonia           | 96,80                                 | 94,75                                 | 96,70                                 | 96,70                                 | 96,75                                 | 94,20                                 | 575,90        |
| 02 ! | Michaił Woronin Siergiej Diomidow Wiktor Klimienko Walerij Karasiow Wiktor Lisickij Walerij Iljinych       | ZSRR              | 95,05                                 | 94,45                                 | 95,85                                 | 95,95                                 | 94,95                                 | 94,85                                 | 571,10        |
| 03 ! | Matthias Brehme Klaus Köste Siegfried Fülle Peter Weber Gerhard Dietrich Günter Beier                      | NRD               | 92,00                                 | 92,95                                 | 94,15                                 | 95,45                                 | 92,30                                 | 90,30                                 | 557,15        |
| 4.   | Václav Kubíčka Jiří Fejtek František Bočko Bohumil Mudřík Miloslav Netušil Václav Skoumal                  | Czechosłowacja    | 93,10                                 | 92,60                                 | 94,60                                 | 93,15                                 | 91,30                                 | 92,40                                 | 557,10        |
| 5.   | Wilhelm Kubica Mikołaj Kubica Sylwester Kubica Andrzej Gonera Aleksander Rokosa Jerzy Kruża                | Polska            | 91,45                                 | 92,20                                 | 93,85                                 | 93,50                                 | 91,85                                 | 92,55                                 | 555,40        |
| 6.   | Miroslav Cerar Janez Brodnik Milenko Kersnić Miloš Vratič Damir Anić Tine Šrot                             | Jugosławia        | 90,25                                 | 92,40                                 | 93,05                                 | 92,55                                 | 91,40                                 | 91,10                                 | 550,75        |
| 7.   | Dave Thor Fred Roethlisberger Steve Hug Steve Cohen Sid Freudenstein Kanati Allen                          | Stany Zjednoczone | 91,90                                 | 91,20                                 | 91,90                                 | 92,45                                 | 91,20                                 | 90,25                                 | 548,90        |
| 8.   | Heinz Häussler Helmut Tepasse Heiko Reinemer Hermann Höpfner Erich Hess Willi Jaschek                      | RFN               | 91,05                                 | 91,20                                 | 92,85                                 | 93,10                                 | 90,30                                 | 89,85                                 | 548,35        |
| 9.   | Meinrad Berchtold Hans Ettlin Peter Rohner Roland Hürzeler Paul Müller Edwin Greutmann                     | Szwajcaria        | 89,20                                 | 90,60                                 | 94,30                                 | 92,80                                 | 90,15                                 | 91,15                                 | 548,20        |
| 10.  | Mauno Nissinen Heikki Sappinen Olli Laiho Juhani Rahikainen Reino Heino Hannu Rantakari                    | Finlandia         | 89,50                                 | 90,20                                 | 93,10                                 | 91,40                                 | 91,55                                 | 91,30                                 | 547,05        |
| 11.  | Giorgi Adamow Rajczo Christow Iwan Kondew Stefan Zoew Rumen Grabowski Bożidar Iwanow                       | Bułgaria          | 90,65                                 | 91,20                                 | 91,20                                 | 91,70                                 | 86,85                                 | 86,55                                 | 538,15        |
| 12.  | Luigi Cimnaghi Giovanni Carminucci Bruno Franceschetti Pasquale Carminucci Vincenzo Mori Franco Menichelli | Włochy            | 87,40                                 | 89,70                                 | 92,00                                 | 89,75                                 | 88,40                                 | 89,80                                 | 537,05        |
| 13.  | Endre Tihanyi István Aranyos Sándor Kiss Dezső Bordán Konrád Mentsik Béla Herczeg                          | Węgry             | 87,05                                 | 90,45                                 | 93,40                                 | 91,95                                 | 85,75                                 | 86,65                                 | 535,25        |
| 14.  | Armando Valles Rogelio Mendoza José Vilchis José González Enrique García Fernando Valles                   | Meksyk            | 85,05                                 | 89,10                                 | 86,50                                 | 88,45                                 | 84,45                                 | 84,70                                 | 518,25        |
| 15.  | Jorge Rodríguez Octavio Suárez Roberto Pumpido Luis Ramírez Luis Navarrete Héctor Ramírez                  | Kuba              | 88,55                                 | 88,80                                 | 86,20                                 | 87,75                                 | 85,00                                 | 80,55                                 | 516,85        |
| 16.  | Gilbert Larose Sid Jensen Steve Mitruk Roger Dion Barry Brooker                                            | Kanada            | 82,05                                 | 89,20                                 | 84,00                                 | 87,10                                 | 83,90                                 | 84,15                                 | 510,40        |